# وليم مورفي
وليم باري مورفي (بالإنجليزية: William Parry Murphy)‏ ـ (6 فبراير 1892 ـ 9 أكتوبر 1987) طبيب أمريكي، تقاسم  جائزة نوبل في الطب لعام 1934 مع مواطنيه جورج ويبل وجورج مينوت لأبحاثهم في مجال علاج فقر الدم الكبير الكريات (وعلى الأخص فقر الدم الخبيث).

## نشأته وتعليمه
ولد مورفي في ستوتون بولاية ويسكنسن في 6 فبراير 1892، ودرس بمدارس ولايتي ويسكنسن وأوريغون العامة، ثم تخرج في جامعة أوريغون سنة 1914، وحصل على شهادة الطب من مدرسة طب هارفارد سنة 1922.

## أبحاثه
في سنة 1924 قام مورفي بإدماء كلاب التجارب لإحداث فقر دم، ثم قام بقياس استجابة الكلاب بعد إعطائها مواد مختلفة، فاكتشف أن الكلاب التي أُطعمت بالكبد تحسن لديها فقر الدم بشكل أسرع من الكلاب التي أطعمت بأي مواد أخرى، وعقب ذلك قام مينوت وويبل بأبحاثهما لفصل المادة التي تسبب في ذلك التحسن، والتي تبين أنها الحديد، الذي يحتوي عليه الكبد بوفرة.
كما لاقى علاج فقر الدم الخبيث ـ الذي كان آنذاك داءً قاتلًا لا شفاء منه ـ بتناول الكبد النيء بعض النجاح، واتضح لاحقًا أن ذلك راجع إلى أن وجود مادة أخرى ـ غير الحديد ـ في الكبد، تبين فيما بعد أنها فيتامين ب12.

## أسرته
تزوج مورفي من بيرل هارييت آدامز في 10 سبتمبر 1919، ورزقا بابن ـ هو الدكتور وليم ب. مورفي ـ وابنة، هي بريسيللا آدامز.

## روابط خارجية
- وليم مورفي على موقع الموسوعة البريطانية (الإنجليزية)
- وليم مورفي على موقع مونزينجر (الألمانية)
- وليم مورفي على موقع إن إن دي بي (الإنجليزية)